# Philipp Boos
Philipp Boos (* 1981 in Magdeburg) ist ein deutscher Schauspieler.

## Leben
Philipp Boos stammt aus einer Magdeburger Schaustellerfamilie, die in fünfter Generation die Familientradition fortführt. Als Kind und Jugendlicher arbeitete er auf verschiedenen Jahrmärkten im väterlichen Familienbetrieb mit und half auch bei seinem Onkel in dessen Fahrgeschäften aus.
Er studierte zunächst von 2005 bis 2012 Kulturwissenschaften, Journalistik und Betriebswirtschaftslehre an der Universität Leipzig und schloss als Magister artium (M.A.) ab. Während seines Studiums schrieb er für die monatlich erscheinende Uni-Zeitung. Nach seinem Abschluss arbeitete er ein Jahr als Zeitungsjournalist in Argentinien, später dann u. a. als Internet-Texter (Web Copywriter), Verkäufer und Assistenzkurator in Berlin.
Ab 2013 nahm Boos parallel zu seiner Berufstätigkeit Schauspielunterricht in Buenos Aires, Barcelona und Berlin und besuchte Workshops und Seminare für Kameraarbeit. Zu seinen Lehrern gehörten u. a. die Schauspielerinnen Anna Böttcher und Teresa Harder. Hauptsächlich ließ er sich jedoch bei der Österreicherin Amélie Tambour in ihrem gleichnamigen Studio in Berlin-Schöneberg in der Meisner-Technik unterrichten.
2019 spielte er beim BlackBoxx-Theater in Berlin den Stanley Kowalski in Endstation Sehnsucht. In der Saison 2019/20 gehörte er zum Ensemble von Bühnengold, einem mobilen Theater für Kinder, Jugendliche und junge Erwachsene.
Nach der Mitwirkung in mehreren Kurzfilmen und Engagements als Werbedarsteller, u. a. für Dallmayr mit Moritz Bleibtreu, arbeitet er seit 2019 verstärkt für das Fernsehen. Seine erste TV-Hauptrolle hatte er in der ZDF-Fernsehreihe Marie fängt Feuer (2021), in der er an der Seite von Renan Demirkan und Thomas Gräßle den jüngeren Sohn einer Weilheimer Markthändlerin, der ein schwieriges Verhältnis zu seiner Mutter und seinem älteren Bruder hat, verkörperte. Von April bis Juni 2022 (Folgen 6843–6879) spielte er in der RTL-Serie Unter uns den Vater der Serienfigur Vivien Lassner (Sharon Berlinghoff) und Entführer der Rollenfigur Tobias Lassner (Patrick Müller). 2023 war er in der britischen Miniserie The Diplomat in einer durchgehenden Nebenrolle als Geschäftsmann Fabian Hartmann zu sehen.
Philipp Boos lebt in Berlin.

## Filmografie (Auswahl)
- 2020: Monita (Kurzfilm)
- 2020: Familie Dr. Kleist (Fernsehserie, Folge Liebesspiel)
- 2020: Alles was zählt (Fernsehserie, Serienrolle)
- 2021: Marie fängt Feuer – Helden des Alltags (Fernsehreihe, Hauptrolle)
- 2021: A Dream Away (Kurzfilm)
- 2021: SOKO Potsdam (Fernsehserie, Folge Smoke on the water)
- 2022: Gute Zeiten, schlechte Zeiten (Fernsehserie, eine Folge)
- 2022: Almost Fly (Fernsehserie, Folge Funky Thang)
- 2022: Unter uns (Fernsehserie, Serienrolle)
- 2023: SOKO Stuttgart (Fernsehserie, Folge Bikefoodys)
- 2023: The Diplomat (Fernsehserie, sechs Folgen, durchgehende Nebenrolle)
- 2025: Der Barcelona-Krimi – Brennendes Land (Fernsehreihe)
- 2025: Morden im Norden (Fernsehserie, Folge Der tote Clown)